# بوش كشان (مقاطعة دورود)
بوش كشان (بالفارسية: پوش کشان) هي قرية تقع في قسم سيلاخور الريفي (مقاطعة دورود) في إيران. يقدر عدد سكانها بـ 420 نسمة بحسب إحصاء 2016.